# Drogenagentur der Europäischen Union
Die Drogenagentur der Europäischen Union (EUDA; englisch European Union Drugs Agency) ist eine Agentur der Europäischen Union mit Sitz in der portugiesischen Hauptstadt Lissabon. Sie gibt einen jährlichen Bericht über den Stand der Drogenproblematik in Europa heraus.

## Auftrag

### Ziele
Das Ziel des Europäischen Rates bei der Schaffung der damaligen Europäische Beobachtungsstelle für Drogen und Drogensucht (EBDD; englisch European Monitoring Centre for Drugs and Drug Addiction, EMCDDA) war die „Einrichtung einer Beobachtungsstelle, die objektive, zuverlässige und vergleichbare Informationen zur Verfügung stellt, welche der Gemeinschaft und ihren Mitgliedstaaten einen Überblick über das Phänomen der Drogen und der Drogensucht und über deren Auswirkungen vermitteln“. Die neuste Rechtsgrundlage von 2023 erweiterte das Mandat der Agentur und benannte sie in Drogenagentur der Europäischen Union um. Die Agentur baut nun ein Europäisches Drogenwarnsystem, ein Europäisches System zur Bewertung der Bedrohungslage und ein Europäisches Netz forensischer und toxikologischer Laboratorien auf.

### Rechtsgrundlage
Die EBDD wurde aufgrund der EWG-Verordnung Nr. 302/93 vom 8. Februar 1993 geschaffen. Am 22. Dezember 1994 wurde die Verordnung  geändert. Die Regulierung (EU) 2023/1322 vom 27. Juni 2023 ist die neuste Rechtsgrundlage und ersetzt die Vorherigen.

## Organisation

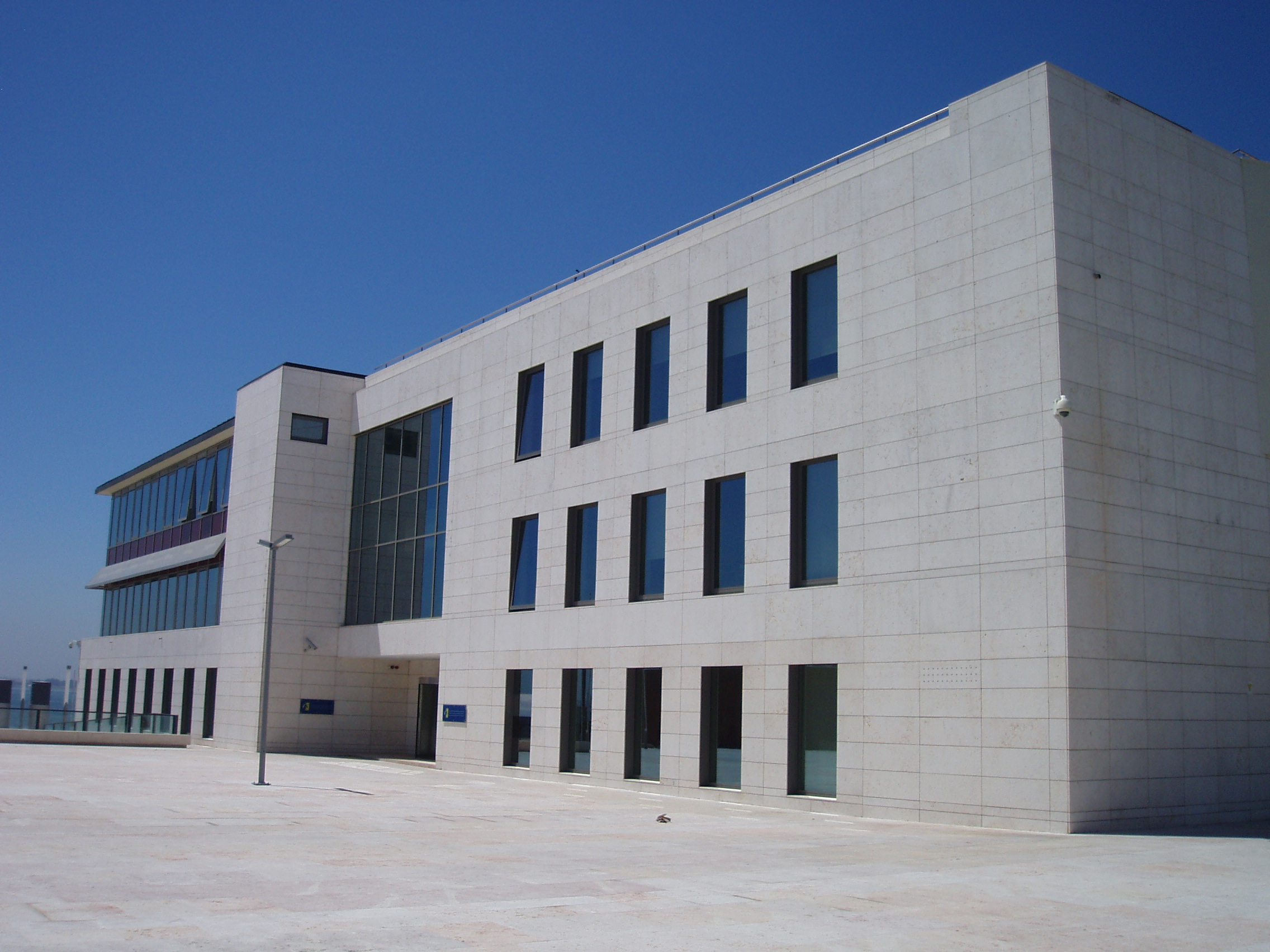
Zweites EUDA-Gebäude in Lissabon

Der Vorsitzende des Verwaltungsrates der EUDA ist Laura d’Arrigo, ihr Stellvertreter Franz Pietsch. Direktor der EUDA ist Alexis Goosdeel.
Die EUDA umfasst folgende untergeordnete Dienste:
- Büro des Direktors
- Maßnahmen, bewährte Verfahren und wissenschaftliche Partner
- Angebotsreduzierung und neue Trends
- Muster, Auswirkungen und Datenverwaltung
- Politik, Evaluierung und Inhaltskoordinierung
- Reitox und internationale Zusammenarbeit
- Kommunikation
- Informations- und Kommunikationstechnologien
- Verwaltung

Der nationale Partner der EUDA in Deutschland ist die Deutsche Referenzstelle für die Europäische Beobachtungsstelle für Drogen und Drogensucht (DBDD).